# نیسان ب-۱
نیسان ب-۱ (Nissan Be-۱) خودرویی است که در سال‌های ۱۹۸۹تولید شده‌است.
طراحی آن خودروهای موتور جلو-محور جلو بوده طول آن در حالت طبیعی ۳٬۶۳۵ میلیمتر (۱۴۳٫۱ اینچ) و عرض آن در حالت طبیعی ۱٬۵۸۰ میلیمتر (۶۲٫۲ اینچ) است.
موتور آن ۹۸۷ سی‌سی سیستم جعبه‌دندهٔ آن ۵ دنده به دو صورت خودکار و دستی است.